# デジモンワールド3 新たなる冒険の扉
『デジモンワールド3 新たなる冒険の扉』(Digimon World 3/Digimon World 2003) はバンダイの携帯ゲームデジタルモンスターシリーズのプレイステーション版ビデオゲーム。
デジモンワールド本シリーズの第3弾として、2002年7月4日に発売された。前作に『デジモンワールド2』、続編に『デジモンワールドX』がある。しかしその他のデジモンワールドシリーズを含めて他作とゲームシステム、ストーリーなどの関係性はない（デジモンワールドシリーズの詳細は『デジモンワールド』を参照）。プレイステーション最後のデジモンシリーズであった。
正式名は『デジモンワールド3 新たなる冒険の扉』。略称は「デジワー3」。

## ストーリー
『デジモンワールド』同様、現実世界での出来事である。今から近未来の世界が舞台。そして物語は「デジモン・オンライン」というゲームをめぐって展開される。
主人公のアツシは友達のタクミ、ミノリとこの「デジモン・オンライン」を遊び始める。しかし彼らのプレイ中、ゲームシステムに不測の事態が発生し、アツシたちや他のプレイヤーはゲームを終了し現実世界に戻ることが出来なくなってしまった。その背景にはこのゲームを狙ったテロ行為があり、恐るべき陰謀が進行していたのだった。アツシたちはゲームの中からその陰謀を阻止するべくパートナーデジモンたちとこの世界を冒険するのであった。

## システム
オンラインゲームがモチーフとなっているため、オンラインゲームを意識した演出が随所にみられる。

### バトル
前作『デジモンワールド2』で3対3のバトルが行われたのとは変わり、手持ちデジモンは3体としながらバトルは一体ずつで行われる。戦闘は「コマンド選択方式」で展開される。
バトル画面に表示されるコマンドは
- たたかう
- わざ
- シンカ
- ひかえ
- どうぐ
- にげる

である。
全シリーズ中、唯一バトル中に進化ができるのが特徴である。控えのデジモンと「ジョグレス進化」を行うことも出来る。進化とジョグレスのグラフィックはアニメのシーンを彷彿とさせる。

### フィールド
フィールドは『デジモンワールド』、『デジモンワールド2』で3DCGを用いたリアル系であったのに対し、今作はマンガ調のイラストが背景などに用いられている。プレイヤーは主人公をそのフィールドで動かす。連れている3匹までのデジモンがその後を付いて来る。
フィールド上で主人公を含む人物やデジモン等のキャラクターは2頭身ないしは3頭身ほどに縮められたデザインとなっている。
フィールドは各エリアに一定の広さに区切られている。主人公を動かすと画面の端に「ロード中時の画面が残る」という現象が必ず起こる（不良ではない）。
敵デジモンとの遭遇はデジモンワールド各シリーズで敵デジモンがフィールド上に存在したのとは異なり、主人公の移動中に予め決められたデジモンがランダムに登場する。

## 登場キャラクター

### アツシと友人たち
アツシ
主人公。12歳、男。デジモンが大好きで正義感が強い。サッカーも好き。ハンドルネームはプレイヤーが決める。
タクミ
主人公の友人の一人。男。今回主人公とともにゲームに参加。ハンドルネームも「タクミ」。
デジモン・オンラインのシステムに興味を持ち、ラッキーマウスを憧れているなどコンピュータ関連に関心を持つ。
ラッキーマウスのアカウント・コードにアクセスしたが、A.o.Aに捕まった。
ミノリ
主人公の友人の一人。女。デジモン・オンラインに興味を持ちタクミとともにゲームに参加したが、実際は行方不明となっている兄クウトを探すため。ハンドルネームは「カイト」

### リーダー
セイリュウ・リーダー
リーダーの1人で男性。弱者とは戦わない主義を持ち、最初は主人公とは戦わないが、ティラノししょうを倒したら戦う。
所有するデジモンは「ミノタルモン」、「ティラノモン」、「ハヌモン」。
スザク・リーダー
リーダーの1人で女性。スザク・バッジを持つ。バルブモンが起こした地震のさいに、調査に出た。
所有するデジモンは「ウッドモン」、「レッドベジーモン」、「トノサマゲコモン」。
ビャッコ・リーダー
リーダーの1人。ビャッコ・バッジを持つ。ビャッコ・シティがA.o.Aに占領されて、ちかどうくつに投獄されたが、ヌメモンに救われた。ミラージュ・タワーで隠れていたが、アツシがA.o.Aの手下と思って勝負を仕掛けた。
所有するデジモンは「フライモン」、「トータモン」、「マメモン」。
ゲンブ・リーダー
リーダーの1人で、リーダーの中で最も強いとされる。アツシがA.o.A.に戦えるかどうか見極めるため戦う。
所有するデジモンは「ヴァイクモン」、「メタルエテモン」、「アンティラモン」。

### S.A.P関係者
リサ
スザク・シティで主人公が遭遇した女性でS.A.Pの警察。ヌメモン探していたが、ヌメモンをオーガモンと勘違いしていた。不気味な物を苦手としている。
ニック、キースの上司で、クウトとは協力者。
ワルもんざえもんに求婚されかけた。
ラッキーマウス
天才ハッカー。本名はクウトで、ミノリの兄。デジモン・オンラインの開発スタッフの1人だが、デジモン・オンラインがA.o.A.のインターネットを掌握する計画を知りオンラインのプログラムに異常を起こし、「アスカ・サーバ」を誰にもアクセスさせないようにした。アツシを自身に近づかせないために警告を促したが、言うことを聞かなかった。
ベムモンのデジタマを奪ったが、A.o.A.がミノリを人質に取ったためやむを得ずデジタマを返した。
A.o.A.のアタッカーにブーモンにされた。
事件の後、新しい会社を作りマガミ社に代わってデジモン・オンラインを始めた。
ヌメモンに変装していた。
キース
トーナメントで優勝できると豪語する人物でS.A.Pの警察。自由奔放な性格で英語交じりの喋りをする。アツシがセイリュウ・リーダーを倒していたことを知っていた。ニックの先輩で常に遊んでいた。
所有するデジモンは「トリケラモン」、「クワガーモン」、「クネモン」。
ニック
アスカ・サーバを調査していた男でS.A.Pの警察。年齢21歳。真面目で、アスカ・サーバの住人は失礼が多すぎるため嫌っている。また、自身は仕事をこなしていると見ている。先輩であるキースが遊んでいることが多いため愚痴を言ったり、注意もしている。

### A.o.A.メンバー
ゲームマスター
アスカ・サーバーの管理者だが、正体はA.o.A.のトップエージェントの1人。
所有するデジモンは「ミノタルモン（白）」、「ガーゴモン」、「バステモン」。
ジェネラル
偽者のビャッコ・リーダー。バルブモンが壊れて手が付けられなくなり、やむを得ずビャッコ・シティを手下たちと共に占領していた。アツシに負けた後はアツシを罠に掛けてちかどうくつに落とした。
ラッキーマウスのひみつきちで再び登場する。
ゲームマスターが倒された後はちかどうくつで1人の部下と共に捕まっている。
ビャッコ・シティでは所有するデジモンは「ヌメモン」2体。
「ヒャ～ハッハッハ!」と笑う。
社長
マガミ社社長。アマテラス・シティでデストロモンを静止する権限を持つ。社長自身はやる気が無かった。
所有するデジモンは「メタルシードラモン（黒）」、「ヴェノムヴァンデモン」、「ライデンモン」。
アタッカー、トルーパー、ソルジャー
一般兵。
ロードメガデス
「A.o.A.」のボス。神と自称して、滅び去った世界を新しくする。ジャガーノートを囮にし、ガンスリンガーを手に入れる。
その正体はネットから出現したデジタル生命体。
命令を聞かなかったスナッチモンに吸収された。
所有するデジモンは「ライジンモン」、「フウジンモン」、「スイジモン」。

#### チーフ
チンロン・チーフ
チンロン・シティのチーフ。騎士の姿をしている。アツシを協力者と思っていたが、アツシが敵と気づき戦いを挑む。
所有するデジモンは「デルタモン」、「トリケラモン（赤）」、「キメラモン」。
スーツェイ・チーフ
スーツェイ・シティのチーフ。アツシをアスカ・サーバに送られたメンバーを倒した者と見て戦った。
所有するデジモンは「ジュレイモン（赤）」、「アノマロカリモン」、「スナイモン」。
バイフー・チーフ
バイフー・シティのチーフ。
所有するデジモンは「ゴーレムモン」、「グリフォモン」、「エビドラモン（桃）」。
シェンウー・チーフ
シェンウー・シティのチーフ。
所有するデジモンは「ボルトモン」、「スカルマンモン」、「ピノッキモン」。

### その他
Dr.カドマツ
デジモンラボ責任者。マガミ社のスタッフであるが、マガミ社とA.o.A.の関係を知らず、知らなかったスタッフと共に捕まった。
ゲンじい
アスカ・シティに住むテイマー。主人公にバトルの仕方を教える。
所有するデジモンは「クワガーモン」。
リヨン
アマテラス・サーバのひがしセクターに住む少年。A.o.A.に反抗していた。アツシと別れた後レジスタンスに参加。
チャック
アマテラス・サーバのレジスタンスリーダー。

## 登場デジモン
各デジモンの詳細はデジモン一覧を参照。
ベアモン
本ゲームでデジタルモンスターシリーズに初登場するオリジナルデジモン。
グリズモン
初登場の成熟期デジモン。
グラップレオモン
初登場の完全体デジモン。
マルスモン
初登場の究極体デジモンにしてオリンポス十二神族の一体。
コテモン
初登場のオリジナルデジモン。剣道の格好をしている。
ディノヒューモン
初登場の成熟期デジモン。
キュウキモン
初登場の完全体デジモン。
スラッシュエンジェモン
初登場の究極体デジモン。
コエモン
初登場のオリジナルデジモン。飛び道具の専門。
フックモン
初登場の成熟期デジモン。
アサルトモン
初登場の完全体デジモン。
キャノンドラモン
初登場の究極体デジモン。
アグモン
ベアモン、ギルモンとともに表紙（パッケージ）を飾る。今作でも中心的役割を担う。
ギルモン
ベアモン、アグモンとともに表紙（パッケージ）を飾る。ギルモンにとっては本作品がデジモンワールドシリーズデビュー作。
テイルモン
今回のゲームでは宿屋を担当する。テイルモン一族として各地で多角経営をしているようだ。
ガードロモン
今回はセーブポイントを担当している。また、通常モンスターやボスモンスターとしても出現。白色や青色のバージョンはこのゲームオリジナルカラー。
ハンギョモン
カードゲーム屋を営んでいる。また通常モンスターとして出現。
サブマリモン
いわゆる「船」扱い。誠実のデジメンタルを手に入れれば海中に潜れるようになる。
ディグモン
地底移動の手段。アマテラス・サーバのみ存在する知識のデジメンタルを手に入れれば地底に潜れるようになる。移動に時間がかかる上、行き止まりが多いので注意が必要。
ティラノ師匠
ティラノ･バレーに住むマスターティラノモン。主人公に倒された後、証拠として「ふるいツメ」を渡す。
セピックモン
みなみセクターのシャーマンハウスに住むデジモン。恥ずかしがり屋でマスクが行方不明となり紙袋を被って家の中に隠れて一歩も外に出なかった。ザンバモンを追い払う「まよけのゴマ」を持つ。
ザンバモン
ジャングルのはかばの道を封鎖しているデジモン。「まよけのゴマ」を嫌う。
ファラオモン
プロトコルいせきを守っているデジモン。
ヌメモン
アツシにビャッコ・シティに警告を言ったり、ちかどうくつで捕まったアツシを助けたデジモン。アツシに本物のビャッコ・リーダーの所在を教えた。
ビャッコ・リーダーを救ったことがある。
その正体は変装したラッキーマウス。
ハイアンドロモン
ダムダムこうじょうに住むデジモン。
ナイトモン
アマテラス・シティを門番であるデジモンだが、改造されてA.o.A.のデジモンとなる。
ブラックセラフィモン
アマテラス・サーバのカタコンメに住んでいるデジモン。アツシの勇気を試していた。
ブーモン
マトリクス・データが吸収された人間。
ナノモン
アスカ・シティのコントロールルームを管理しているデジモン。スタッフ・パスが無ければ、地下からアスカ・シティに上がれない。
語尾が「～ナリ」だが語尾を真似さることを禁止している。

### A.o.A.が使用した初登場のデジモン
バルブモン
A.o.A.が生み出したサーバ間を自由に移動できる輸送用デジモンで完全体。アマテラスのA.o.A.の兵士が搭乗してアスカ・サーバーに来たが、クウトがプロテクト・フィールドを使ってバルブモンを壊して搭乗していた兵士を放り出し、次元の穴を掘っていた。
バステモン
ゲームマスターが使用した完全体デジモン。
ライデンモン
マガミ社社長が使用した究極体デジモン。
フウジンモン、スイジモン、ライジンモン
ロードメガデスが使用した3体の究極体デジモン。
ベムモン
アスカ・シティで遭遇した謎のデジモン。成長期。自身はデジモンのマトリクス・データを吸収して強くなることを望む。喋り方が不安定。オプティカル・ネットワークを利用してマシーンと融合し、デジモンにするフュージョナイツを使用する。
善悪の判断が無い。
物語の終盤でデジモンだけでなく人間のマトリクス・データを吸収でき、ベムモンが複数登場する。
デストロモン
ベムモンがジャガーノートとフュージョナイツして誕生したデジモン。成熟期。ジャガーノートが苦戦した海軍と空軍を撃破した。
スナッチモン
ベムモンが多くのマトリクス・データを吸収して誕生するデジモンだが、作中では4体のベムモンを合体させて誕生した。完全体。ベムモンの時とは違い喋り方が落ち着いている。
最強を自負しており、スナッチモン自身はテイマーを必要としていない。
自身の強さを向上するため他人の命は関係ない。
ラグナモン
スナッチモンがガンスリンガーとフュージョナイツしたデジモン。究極体。ガンスリンガーのラグナロク・キャノンを使用する。また、デジモンの攻撃を覚えることができる。
ガイアモン
スナッチモンがラグナモンとなった次に地球とフュージョナイツするデジモンで名前のみの登場。スナッチモン曰く「最強のデジモン」。

## 用語
デジモン･オンライン
マガミ社の提供する、この世界で大ヒットしているオンラインゲーム。このゲームでプレイヤーは「マトリクス･チェンバー･システム」というプログラムにより思考と知覚をデジタル化してネット空間へと送り込む。それによりプレイヤーはネット空間の仮想世界で現実と変わらないような感覚を得ることができ、ネット上の仮想空間でプレイヤーはデジモンたちや他のプレイヤーと遊ぶことが出来る。
また、緊急メンテナンスを行う際に、オンラインをプレイしているユーザーはリアル・ワールドに戻れなくなるため無料でプレイさせる。
事件から3ヶ月後にニュー・デジモン・オンラインが登場する。
スターターパック
主人公が登録の時にデジモンを3体貰える仕組み。3種類存在する。
- バランス・パック（コテモン、レナモン、パタモン）
- パワフル・パック（コエモン、アグモン、レナモン）
- マニアック・パック（ベアモン、ギルモン、パタモン）

シティリーダー
ちゅうおうを除く各セクターのリーダーの総称。それぞれがバッジを持つ。
バッジ
リーダーが持つバッジ。原則で戦いで貰うことを禁じられている。
S.A.P
国際警察。
A.o.A.
デジモンを悪用する犯罪組織。ヨーロッパに本部を持つ。序盤にS.P.Aが本部を突き止めて軍隊と共同して幹部を逮捕。
デジモン・オンラインを制圧し、世界中のインターネットに侵入を計画していた。
目的は世界を一度破壊して新たに作り上げることで、その一環としてベムモンを作り上げた。ベムモンをスナッチモンにしてテイマーをロード・メガデスにして世界を支配する。
フュージョナイツの実験が成功して、ロード・メガデスが「オペレーション・シグマ」を発動した。
マガミ社はA.o.A.が所有する企業の1つだが、スタッフのほとんどはこのことを知らず捕らえられている。
IDパス
アマテラス・サーバーで認識されるカード。「下っぱ」の他にチーフが所有する「アオ」、「アカ」、「シロ」、「クロ」がある。
DDNA（デジタルDNA）
デジモンが持つDNA。成長期デジモンのDDNAを持っているデジモンから採取すると、成長期デジモンを仲間にすることができる。また、採取されたデジモンは完全体でも痛みはある。
フュージョナイツ
ベムモンがオプティカル・ネットワークを利用してマシーンと融合すること。
マガスタ
海底基地。A.o.A.が乗っ取った。
ジャガーノート
世界最強の戦艦。ベムモンに乗っ取られて、デストロモンが誕生。
ガンスリンガー
軍事衛星。ロード・メガデスはラグナロク・キャノンと呼ばれる砲台を使ってデジタル・ウェーブを発射し、地球上の生物をブーモンに変える。
DNBテレビ
エンディングに登場したテレビ局。世界で初めてオプティカル・ネットワークを使ってデジタルワールドから生中継した。

## リアル・ワールド
くさなぎシティ
主人公たちが住む世界。マガミ社が存在する。
ガンスリンガー

## サーバ

### アスカ・サーバ
ちゅうおうセクター
アスカ･シティ
セントラル・パーク
プラグ・ケープ
シェル・ビーチ
ワイヤのもり・いりぐち
ひがしセクター
ワイヤのもり
プロトコルのもり
プロトコルのいせき
はんぎょもんのいけ
かぜのそうげん
セイリュウ･シティ
ケレルのもり
ティラノ･バレー
ディーパークラック
みなみセクター
バイオスのぬま
バルクのはし
やすらぎのヌマ
ジャングルのはかば
ホウオウのいりえ
イーサ・ジャングル
スザク・シティ
ジャングルのほこら
サウスケープ
カタコンベ
にしセクター
みなみかぜのあれち
ノイズのさばく
ビャッコ・シティ
バレット・バレー
ペルチェ・オアシス
ムゲンさばく
ミラージュ・タワー
ダムダムこうじょう
きたセクター
ブート・マウンテン
スノー・マウンテン
フリーズ・マウンテン
バトル・ゲート
クロンのこうざん

### アマテラス・サーバ
A.o.A.に乗っ取られたサーバでテイマーたちは戦闘用デジモンを育てるために使われて用が無くなればブーモンにされる。また、このサーバでしか入手できない知識のデジメンタルが存在する。ここのサーバではリーダーではなく、チーフとなっている。
アマテラス･シティ
ひがしセクター
チンロン・シティ
ワイヤのもり
ケレルのもり
みなみセクター
スーツェイ・シティ
スーツェイちていこ
にしセクター
バイフー・シティ
カタコンメ
きたセクター
シェンウー・シティ

### その他
アンダーグラウンド
かいてい
ちてい
ネットワークのはざま
バグメイズ

## 主題歌
「Miracle Maker」
作詞 - 山田ひろし / 作曲・編曲 - 太田美知彦 / 歌 - Spirit of Adventure（和田光司、AiM、谷本貴義）